# Tityus engelkei
Tityus engelkei es una especie de escorpión endémico de la Sierra Nevada de Santa Marta, Colombia.

## Descripción y Hábitos
Es un escorpión muy pequeño de unos tres centímetros de longitud, cuyo colorido general es amarillo-rojizo ocre opaco con el aguijón oscuro, al igual que los extremos de las pinzas. Posee la cola delgada y el aguijón del tipo dentado, es decir con apariencia de ser doble.
Este alacrán es de actividad nocturna, depreda pequeños invertebrados que captura en emboscada. Su veneno posee importantes propiedades farmacéuticas por lo que reviste interés de investigaciones biomédicas. Actualmente está en la lista de especies vulnerables endémicas de la Sierra Nevada de Santa Marta, ya que su hábitat está siendo destruido.

## Distribución y hábitat
Esta especie se encuentra únicamente en las vertientes de los ríos próximos a la Sierra Nevada de Santa Marta, Colombia, en los departamentos de La Guajira, Magdalena, y Cesar. Es común encontrarlo en colchones de hojarasca, grietas y resquicios de cortezas de árboles del interior del bosque.